# Steve Rude
Steve Rude é um desenhista de histórias em quadrinhos americanas, conhecido por seu trabalho na série Nexus, ao lado do escritor Mike Baron, pela qual ganhou o Eisner Award de "Melhor Desenhista" em 1988, 1993 e 1997. A revista seria indicada à categoria de "Melhor Série" nos Eisner Awards de 1989 e naquele mesmo ano Rude seria indicado à categoria de "Melhor Desenhista". Em 1993, a história Nexus: The Origin ganharia o Eisner Award na categoria "Melhor História Contida", enquanto Rude e Baron ganhariam a categoria "Melhor Conjunto de Escritor e Desenhista". Rude seria indicado ainda à categoria de "Melhor Capista". Em 1996, a minissérie Nexus: The Wages of Sin seria indicada ao Eisner Award de "Melhor Minissérie" e Rude seria novamente indicado à categoria de "Melhor Capista" no ano seguinte e também em 1998.